# Bulbophyllum melinoglossum
Bulbophyllum melinoglossum là một loài phong lan thuộc chi Bulbophyllum.